# Maja Hirsch
Maja Hirsch (sinh năm 1977 tại Warsaw) là một diễn viên người Ba Lan.

## Tiểu sử
Mẹ của Maja Hirsch là một người Nga và cha cô là một người Ba Lan gốc Đức.
Maja Hirsch tốt nghiệp Học viện nghệ thuật sân khấu quốc gia Aleksander Zelwerowicz ở Warsaw. Cô có vai diễn ra mắt từ lúc còn ngồi trên ghế nhà trường - biểu diễn với nhóm kịch Studio Teatralne KOŁO vào năm 1998. Maja Hirsch đã và đang hợp tác với Nhà hát Kịch Quốc gia Gustaw Holoubek ở Warsaw kể từ năm 2000. Cô cũng từng biểu diễn tại Nhà hát Syrena vào năm 2005.

## Tham gia
- 2000 - Dom
- 2000 - Lokatorzy trong vai bạn gái của Jacek
- 2000 - Zaduszki narodowe
- 2001-2010 - M jak miłość trong vai Iza
- 2003 - Ciało trong vai Chị Morrison
- 2003 - Czarno to widzę trong vai Zofia
- 2003 - Kasia i Tomek trong vai cô gái đồng tính
- 2003 - Miodowe lata
- 2003 - Spotkania
- 2004 - Bulionerzy trong vai cảnh sát
- 2004 - Zakręcone trong vai Adam
- 2006 - Pogoda na piątek trong vai Ada Kaczmarczyk
- 2007 - Świadek koronny trong vai Iza
- 2007 - Prawo miasta trong vai Mutra
- 2008-2009 - BrzydUla trong vai Paulina Febo
- 2009 - Apetyt na życie trong vai Julia Mikas
- 2010 - Ojciec Mateusz trong vai Agata
- 2011 - Jak się pozbyć cellulitu trong vai Maja Minorska
- 2011 - Ki trong vai Kaja
- 2011 - Wiadomości z drugiej ręki trong vai Magda Szwed
- 2011 - Wszyscy kochają Romana trong vai Nina Serafin
- 2012 - Prawo Agaty trong vai Justyna Nałęcz
- 2012 - Na krawędzi trong vai Tamara Madejska
- 2014 - Komisarz Alex trong vai Wanda Gandecka
- 2014 - Na krawędzi 2 trong vai Tamara Madejska
- 2015 - Ojciec Mateusz trong vai Bożena Dembińska
- 2016 - Bodo trong vai Barbara Drewiczówna